# Ida Baccini
Ida Baccini, firmandosi talvolta con lo pseudonimo Manfredo o Marinella del Rosso (Firenze, 16 maggio 1850 – Firenze, 28 febbraio 1911), è stata una giornalista e scrittrice italiana, tra le più popolari della fine Ottocento.

## Biografia
Nacque a Firenze in via delle Ruote nel 1850, figlia di Leopoldo Baccini (dipendente delle due case editrici Alberghetti e Giachetti) e di Ester Rinaldi, figlia di un ricco fattore pratese. La famiglia si trasferì nel 1857 a Genova ove il padre aveva trovato un ambiente favorevole alle sue attività editoriali favorevoli all'irredentismo; rientrati in Toscana nel 1860 vissero a Livorno fino al 1865, quando il fallimento delle attività economiche del padre, li riportò a Firenze ad abitare nella casa della figlia maggiore Egle.

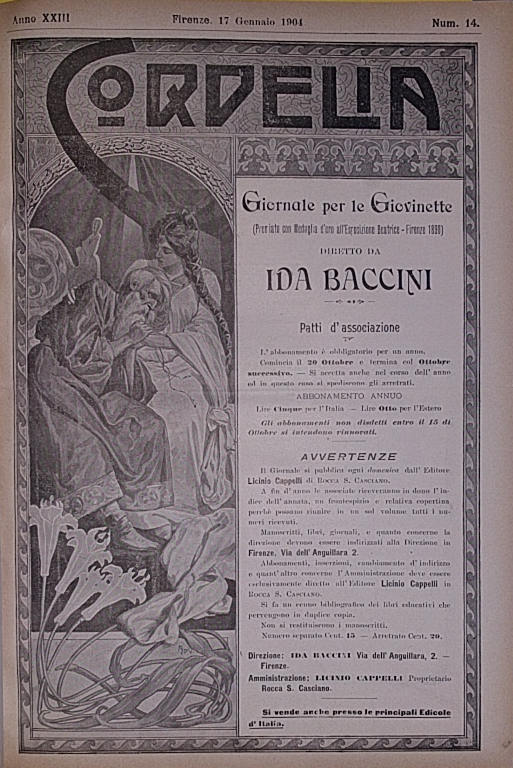
Cordelia, giornale per giovinette

Nell'ottobre 1868 sposò lo scultore livornese Vincenzo Cerri, da cui si separò 3 anni dopo per incompatibilità di carattere. Ritornata a vivere in famiglia ebbe la separazione nel 1875,
Nel 1904 si sposò con Tito Mariottini. Morì all'alba del 28 febbraio del 1911, nella sua casa in piazza del Duomo, per un enfisema polmonare. Le sue spoglie riposano al cimitero delle Porte Sante a Firenze.

## Attività professionale
Dal 1872, per cinque anni, insegnò in una scuola elementare del comune di Firenze, da cui si licenziò per il clima lì presente poco favorevole all'innovazione pedagogica e si dedicò totalmente alla scrittura di libri per bambini ed articoli su periodici.  Nel 1875 pubblicò il suo primo libro per bambini, Memorie di un pulcino, che ebbe un grande successo; su suggerimento di Pietro Dazzi, professore dell'Accademia della Crusca, fu firmato con le sole iniziali affinché apparisse scritto da mano maschile. Nel 1878 nacque il figlio Manfredo, a cui dette il proprio cognome.
Da allora si dedicò completamente alla carriera letteraria, pubblicando quasi un centinaio di volumi. molti libri di testo scolastici e numerosi racconti apparsi su varie riviste raggiungendo una ampia fama nazionale. Collaborò con vari periodici quali La vedetta, Fanfulla della domenica, La Nazione, La rivista europea, La gazzetta d'Italia e Gazzetta europea, in queste due ultime firmandosi col nome del figlio Manfredo. 
Conobbe Matilde Serao, Collodi, Angelo De Gubernatis, Antonio Fogazzaro, Enrico Nencioni, Ubaldino Peruzzi, Telemaco Signorini, Edmondo De Amicis ed altri intellettuali del periodo.

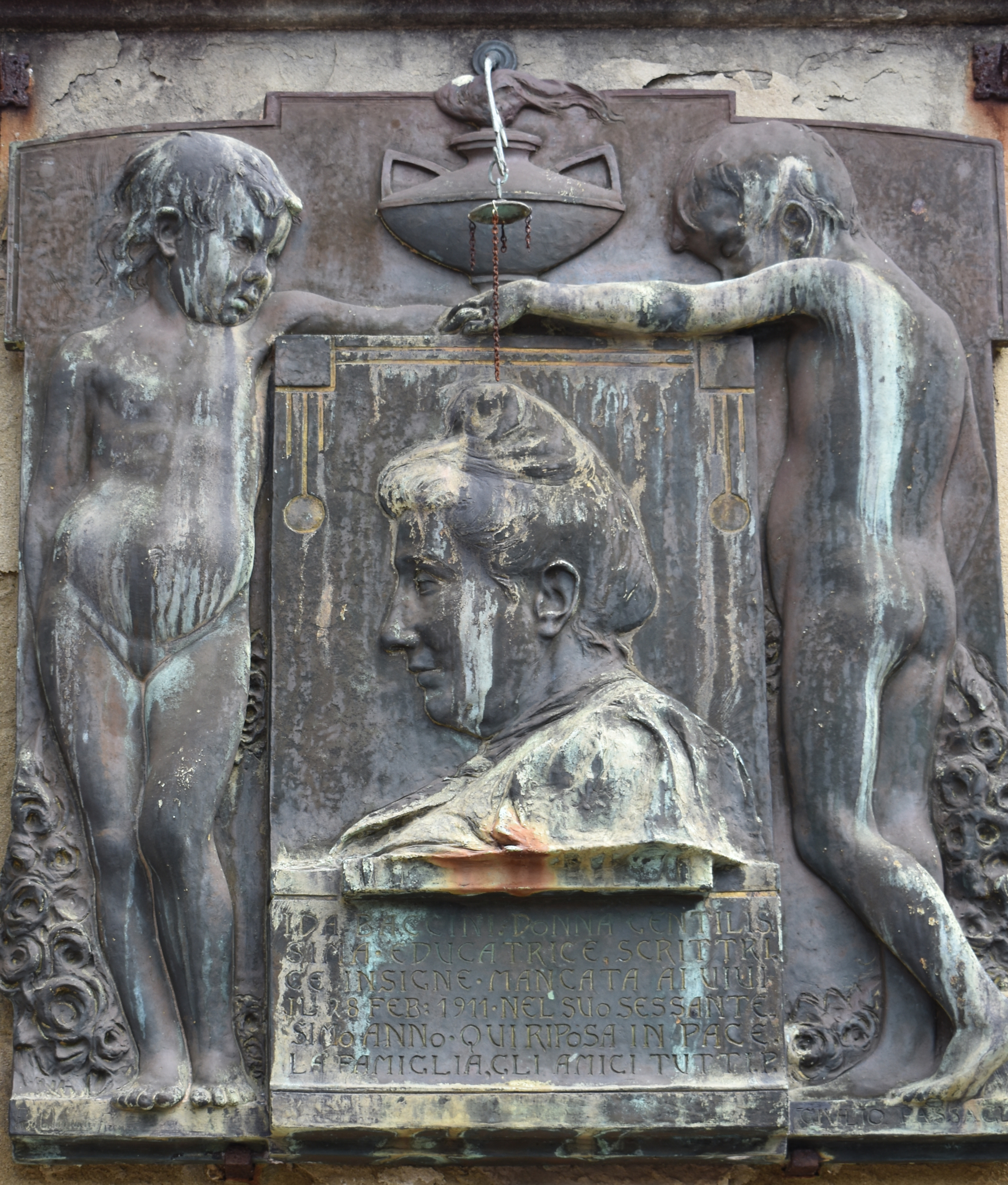
Lapide in bronzo sulla tomba di Ida Baccini, Cimitero delle Porte Sante, Firenze

Nel 1884 assunse la direzione di Cordelia, rivista per signorine fondata nel 1881 da Angelo De Gubernatis e la diresse sino alla morte nel 1911. Negli anni in cui nascevano i periodici per l'infanzia ella scrisse su Cenerentola, il Giornale per i bambini e il Giornale dei fanciulli. Nel 1895 creò il Giornale dei bambini per Licinio Cappelli Editore che scriveva quasi interamente da sola; ma il giornale non ebbe grande successo e, dopo nove anni, nel 1906 si fuse con Il Giornalino della domenica di Vamba.
(Matilde Serao, Il Giorno, marzo 1911, p. 12)

## Onorificenze
- Medaglia d'oro del ministero della pubblica istruzione assegnata ad Ida Baccini per la conferenza "La maestra e l'educatrice" e per la rivista "Cordelia".[7]

## Scritti
Scrisse oltre 120 libri|
- Lo Spirito del Galateo e il Galateo dello spirito, Rocca S Casciano, ed. Cappelli, 1904, pp 207.
- Dal salotto alla chiesa, Milano, ed. C. Chiesa e F. Guindani, 1890 (seconda edizione), pp 244; Sesto S. Giovanni (MI), ed. Madella, 1914, pp 222.
- Con l'oro o con l'amore?, prima pubblicazione Firenze, ed. A. Salani, 1899, pp 194.
- Nozze Padovano-Bemporad, scritto con Salvadore Landi, Firenze, Tipografia di Salvatore Landi, 1895.
- Si muore., scritto con Salvatore Farina, Andrea Bèrtoli e Elisa Cappelli, Milano, ed. Brigola, 1888.
- Vita borghese, Bologna, ed. Nicola Zanichelli, 1884, pp 176.

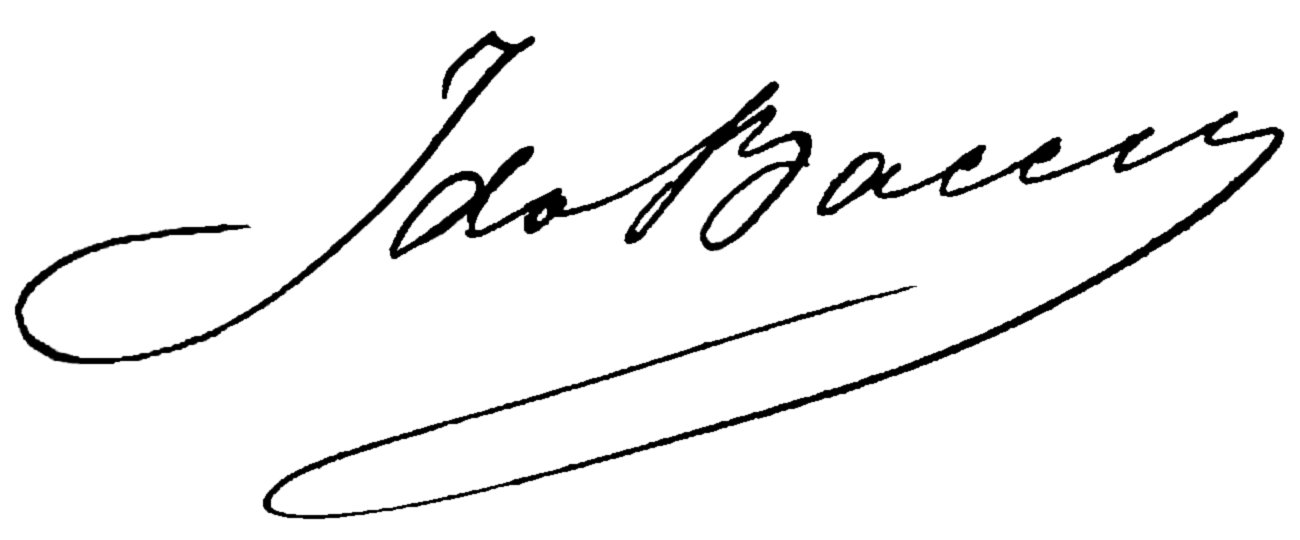
Autografo

### Autobiografici
- Ida Baccini: lettere (1874-1908), raccolta postuma curata da Teresa Cini, Pontedera, ed. Bibliografia e Informazione, 2014, ISBN 9788890983306.
- Scintille nell'ombra: dagli appunti d'una giornalista, Rocca S. Casciano, ed. Cappelli, 1910, pp 231.
- Ida Baccini, La mia vita, ricordi autobiografici., prima edizione nel 1896; edizione 1904 in Wikisource
- Feste azzurre, Milano, ed. L.F. Cogliati, 1894, pp 150.
- Le mie vacanze: racconti, Milano, ed. Paolo Carrara, 1883, pp 178.

### Per l'infanzia e l'adolescenza

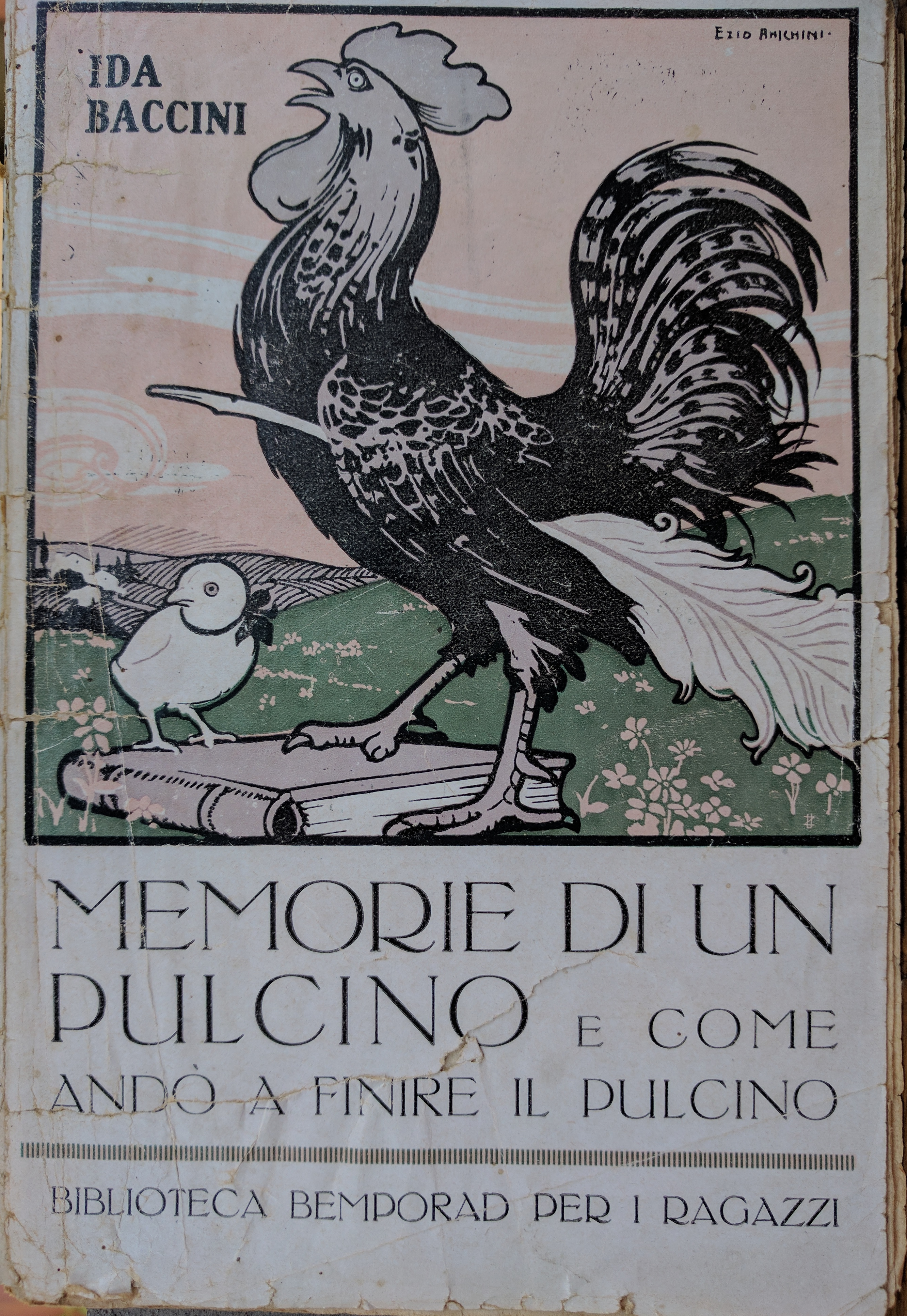
Memorie di un pulcino

- Avventure di un pulcino, pubblicazione postuma a cura di Adamo D'Agostino, San Donato Val di Comino, ed. Psiche e Aurora, 2011, ISBN 9788889875360.
- Come andò a finire il pulcino, pubblicazione postuma, Firenze, ed. R. Bemporad & figlio, 1926, pp 130; Firenze, ed. Marzocco, 1939, pp 100.
- Le Future Mogli, Firenze, 1895, pp 218; Firenze, ed. Succ. Le Monnier, 1912, pp 218.
- I Piccoli viaggiatori: viaggio nella China, Firenze, ed. R. Bemporad, 1907, pp 173.
- Commediole e monologhi: per bimbe e bambini, Livorno, ed. Giusti, 1905, pp 192.
- I tre scudieri di Orlando, Palermo, ed. Biondo, 1904, pp 24.
- La società misteriosa, Palermo, ed. Biondo, 1903, pp 24.
- Una famiglia di gatti: romanzo per fanciulli, Torino, ed. G.B. Paravia e comp., 1899, pp 142; Torino, ed. Ditta G.B. Paravia e comp., 1903, pp 140.
- Il romanzo d'una maestra, prima edizione nel 1901.
- Per le veglie invernali: storie allegre e storie meste, Torino, ed. Paravia, 1901, pp 141.
- Una famiglia di saltimbanchi, prima edizione nel 1901.
- *  Ida Baccini, Il diamante di Paolino (storiella misteriosa), Palermo, Casa editrice Salvatore Biondo, 1901., ristampa Invictus Editore, 2016, ISBN 9781536864991.
- Vorrei fare il signore: novelle, prima edizione illustrata da Carlo Linzaghi, Genova, ed. Donath, 1901, pp 244.
- Il libro delle novelle, Firenze, ed. Salani, 1900, pp 232.
- Angeli del cielo e angeli della terra, con disegni di Carlo Chiostri,[9] prima pubblicazione Firenze, ed. Salani, 1900.
- Quinte letture per le classi elementari femminili: compilate in ordine agli ultimi programmi governativi, con vignette, Firenze, ed. R. Bemporad, 1891, pp 285.
- Il sogno di Giulietta: fantasia dantesca, Firenze, ed. G. Ademollo, 1887, pp 160; Milano, ed. Treves, 1896, pp 130.
- Tonino in calzon lunghi con altri racconti pei ragazzi, prima pubblicazione Firenze, ed. Salani, 1896, pp 214.
- Nuove quarte letture: per le classi elementari femminili, Firenze, ed. Bemporad, 1898, pp 176.
- Lezioncine di cose usuali, Torino, ed. G. B. Paravia e Comp., 1896, pp 128.
- La vita dei bambini, Milano, ed. Hoepli, 1896.
- L'abito nero è di rigore e L'imperatore e l'abate: racconti pei ragazzi, Milano, ed. Carrara, 1896, pp 186.
- Oh! I miei tempi!, Firenze, ed. Chiesi, 1894, pp 275.
- Angelo di pace: romanzo educativo, Firenze, ed. Successori le Monnier, 1894, pp 244; Firenze, ed. Le Monnier, 1901, pp 244.
- Come si diventa uomini, Libro per la seconda e terza elementare compilato sulle norme dei Programmi governativi approvati col R. Decreto del 25 settembre 1888, Bocca S. Casciano, ed. Licinio Cappelli, 1893, pp 176.
- Il novelliere delle signorine, Milano, ed. C. Chiesa e F. Guindani, 1892, pp 352.
- Prime letture composte da una mamma ad uso delle prime classi elementari, Firenze, ed. Bemporad & figlio, 1890, pp 56.
- Storia di una donna narrata alle giovinette, illustrazioni di Enrico Mazzanti, Firenze, ed. Paggi, 1889, pp 145.
- La storia di Firenze narrata a scuola, Firenze, ed. Felice Paggi, 1889, pp 176.
- Figurine e racconti: nuovo libro di lettura, Firenze, ed. Paggi, 1887, pp 161.
- Per i più piccini, Milano, ed. E. Trevisini, 1887, pp 94.
- Libro moderno ossia nuove letture per la gioventù, Torino, ed. G. B. Paravia e Comp, 1887, pp 254.
- Felice ad ogni costo! Assassino? - Fogli d'album: novelle per le giovinette, Firenze, ed. Ademollo, 1886, pp 120.
- Racconti (Perfida Mignon!, Il povero Cecco, Quel che avvenne al signor Gaetano la notte di Natale), con illustrazioni di A. Sezanne, G. Amato e F. Mazzanti, Milano, ed. Fratelli Treves, 1886, pp 119.
- Un'ora di svago, illustrato da Enrico Mazzanti, Firenze, ed. Successori Le Monnier, 1886, pp 134.
- La fanciulla massaia, prima edizione nel 1885.
- Manfredo: libro di lettura e di premio, Milano, ed. Carrara, 1885, pp 188.
- Strenna della Cordelia, Firenze, ed. C. Ademollo, 1885, pp 244.
- Quarte letture per le classi elementari maschili, Firenze, ed. F. Paggi, 1885, pp 188.
- Passeggiando coi miei bambini, con disegni di Enrico Mazzanti, Milano, ed. Treves, 1884.
- Un dottore in erba, Milano, ed. Carrara, 1884, pp 30.
- Per le strade, Milano, ed. Paolo Carrara, 1884, pp 30.
- Amor figliale (lettere), Milano, ed. Carrara, 1884, pp 28.
- Nuovi racconti, Firenze, ed. Le Monnier, 1884, pp 249,  (prima pubblicazione).
- Fanciulla massaia: libro di lettura per le scuole femminili elementari superiori, Firenze, Paggi, 1883, pp 187.
- Lezioni e racconti per i bambini, Milano, Trevisini Editore, 1882.
- Il libro del mio bambino. Libro di lettura per gli asili infantili e per le prime classi elementari., Firenze, Tip. Editrice della Gazzetta D'Italia, 1881, pp 131; Firenze, ed. Paggi, 1884, pp 134.
- Memorie di un pulcino, prima edizione italiana Libreria Editrice Felice Paggi nel 1875; tradotto in polacco Pamiętnik kurczątka, 1931.
- Cristoforo Colombo: racconto per la gioventù, Torino, Paravia, 1895

### Teatrali
- La casa a mezzo: commedia in tre atti in vernacolo fiorentino, scritto con Giuseppina Viti-Pierazzuoli, Firenze, ed. Soc. Ed. Fiorentina, 1910.